# Митридат III (царь Коммагены)
Митридат III (Митридат Антиох Эпифан; др.-греч. Ο Μιθριδάτης Γ’ Αντίοχος Επιφανής; I век до н. э. — 12 год до н. э., Коммагена) — царь Коммагены в 20—12 годах до н. э.

## Биография
Из династии Ервандидов, сын царя Митридата II.
Митридат III после 30 года до н. э. женился на своей двоюродной сестре по отцовской линии Иотапе, дочери царя Атропатены Артавазда I .
В браке с Митридатом III Иотапа родила четверых детей: сына Антиоха III и трёх дочерей — Иотапу Старшую, Иотапу Младшую и Аку II. Иотапа Младшая вышла замуж за царя Эмесы Сампсикерама II, Иотапа Старшая стала супругой своего брата Антиоха III, а Ака II — женой философа и астролога Трасилла Мендесского.
В 20 году до н. э. Митридат III сменил своего отца на престоле. Правил по 12 год до н. э. Сведений о его правлении практически нет. После смерти Митридата III его преемником стал Антиох III.